# Simojayan
Simojayan is een bestuurslaag in het regentschap Malang van de provincie Oost-Java, Indonesië. Simojayan telt 4858 inwoners (volkstelling 2010).